# Чаробан (песма)
Чаробан је песма са којом је Даница Радојичић Нина представљала Србију на избору за Песму Евровизије 2011. 26. фебруара 2011. године изабрана је да представља Србију на Евросонгу.